# Spårvidd 1067 mm

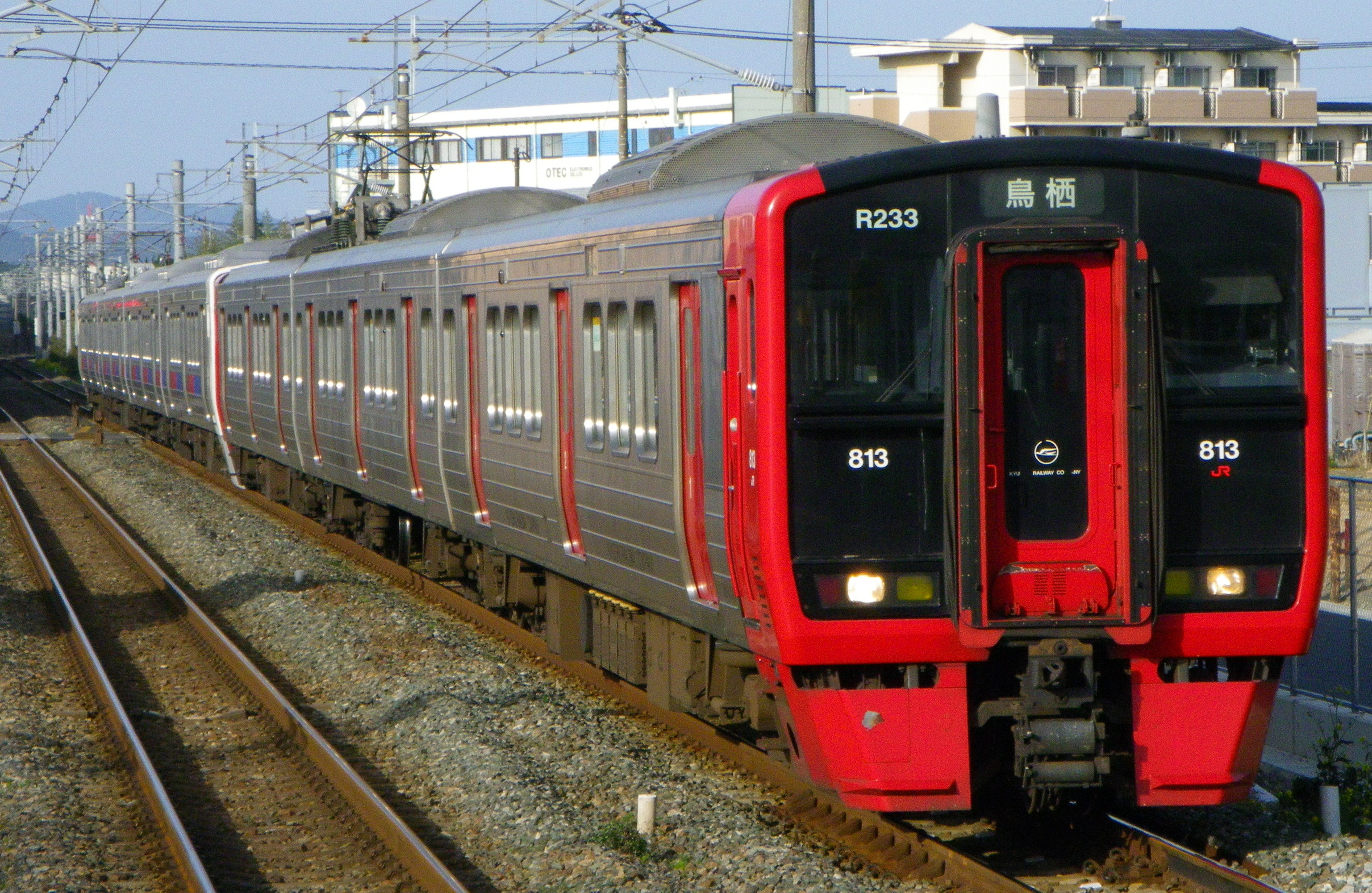
En betydande del av järnvägsnätet i Japan är byggt med spårvidden 1067 mm.

Artikeln behandlar 1067 mm som spårvidd, alltså avståndet mellan rälerna på en järnväg.

## Allmänt
Spårvidden kallas även kapspår [källa behövs], antingen för att den är som vanligast i södra Afrika där den fått sitt namn efter Kapkolonin, eller efter initialerna för norrmannen Carl Abraham Pihl som öppnade den första järnvägen med denna spårvidd i Norge på 1860-talet.
I och med att dessa spår är smalare än standardspårvidden 1435 mm, är de en form av smalspår.

## Svenska järnvägar med 1067 mm spårvidd
Det finns inte kvar några järnvägar med 1067 mm spårvidd i Sverige. Alla är upprivna eller breddade till normalspår. Förr i tiden fanns ett nät med denna spårvidd i Blekinge med omnejd, och några fler banor.
| Lands- del | Län             | Kommun       | Bansträckning                | Spår- vidd | S p å r | Längd km | kördes med   | Kon- cession | från       | till                  | revs | Bolag/benämning                        | Anmärkning / Källa                      |
| Götaland   | Halland         | Halmstad     | Halmstad - Bolmen            | 1067       | 1       | 65,9     | ånga, diesel | 1886-05-06   | 1889-11-04 | 1966-10-__            | 1966 | Halmstad–Bolmens Järnväg (HBJ)         |                                         |
| Götaland   | Kronoberg       | Ljungby      | Bolmen - Vislanda            | 1067       | 1       | 51       | ånga         | 1876-10-06   | 1878-10-04 | 1966-10-__            | 1970 | Vislanda–Bolmens Järnväg (ViBJ)        |                                         |
| Götaland   | Kronoberg       | Alvesta      | Vislanda - Karlshamn         | 1067       | 1       | 78       | ånga         | 1872-01-19   | 1874-06-29 |                       | 1971 | Karlshamn–Vislanda Järnväg (KVJ)       |                                         |
| Götaland   | Kronoberg       | Tingsryd     | Norraryd - Kvarnamåla        | 1067       | 1       | 20,8     | ånga, diesel | 1897-05-27   | 1900-10-22 | 1971-03-__            | 1972 | Hönshylte–Kvarnamåla Järnväg (HKJ)     |                                         |
| Götaland   | Kronoberg       | Växjö        | Växjö - Tingsryd             | 1067       | 1       | 44,8     | ånga         | 1895-11-22   | 1897-11-28 | 1971-03-__            | revs | Växjö–Tingsryds Järnväg (VTJ)          |                                         |
| Götaland   | Blekinge        | Ronneby      | Bredåkra - Tingsryd          | 1067       | 1       | 40,6     | ånga         | 1893-10-06   | 1896-09-15 |                       | 1969 | Bredåkra–Tingsryds Järnväg (BTJ)       |                                         |
| Götaland   | Blekinge        | Karlshamn    | Karlshamn - Karlskrona       | 1067       | 1       | 46       | ånga, el     | 1886-10-22   | 1889-06-08 |                       |      | Mellersta Blekinge järnväg (MBlJ)      | Breddning till normalspår 1435 mm 1957, |
| Götaland   | Blekinge        | Ronneby      | Ronneby - Ronneby Redd       | 1067       | 1       |          | ånga         |              |            |                       |      | Mellersta Blekinge järnväg (MBlJ)      |                                         |
| Götaland   | Blekinge        | Ronneby      | Djupadal - Kallinge          | 1067       | 1       | 1        | ånga         | 1888-06-22   |            | 1986                  |      | Mellersta Blekinge järnväg (MBlJ)      |                                         |
| Götaland   | Blekinge Kalmar | Karlskrona   | Gullberna - Torsås           | 1067       | 1       | 43,2     | ånga         | 1896-06-05   | 1899-01-19 | 1965-05-30            | revs | Östra Blekinge järnväg (ÖBlJ)          |                                         |
| Götaland   | Kalmar          | Torsås       | Gullaboby - Torsås           | 1067       | 1       | 15       |              | 1910-10-14   | 1917-09-15 | 1950-03-01            | 1950 | Östra Blekinge järnväg (ÖBlJ)          |                                         |
| Götaland   | Kalmar          | Torsås       | Bergkvara - Torsås           | 1067       | 1       | 7        |              | 1899-03-10   | 1903-05-06 | 1965-05-30            | 1965 | Östra Blekinge järnväg (ÖBlJ)          |                                         |
| Götaland   | Blekinge        | Karlshamn    | Karlshamn - Sölvesborg       | 1067       | 1       | 46       | ånga, el     | 1885-05-01   | 1886-12-22 |                       |      | Västra Blekinge Järnväg (VBlJ)         | Breddning till normalspår 1435 mm 1954, |
| Götaland   | Blekinge Skåne  | Sölvesborg   | Sandbäck - Olofström         | 1067       | 1       | 17       | ånga         | 1885-05-01   | 1886-12-22 | 1951-01-01            | revs | Västra Blekinge Järnväg (VBlJ)         |                                         |
| Götaland   | Blekinge        | Sölvesborg   | Sölvesborg - Hörviken        | 1067       | 1       | 16       | ånga         |              | 1914-01-10 | 1956-10-01            |      | Blekinge Kustbana (BKB)                |                                         |
| Götaland   | Blekinge Skåne  | Kristianstad | Kristianstad - Sölvesborg    | 1067       | 1       | 30,6     | ånga, el     | 1872-02-16   | 1874-05-01 |                       |      | Sölvesborg–Kristianstads Järnväg (SCJ) | Breddning till normalspår 1435 mm 1954, |
| Norrland   | Västernorrland  | Sundsvall    | Vattjom- Matfors - (Runsvik) | 1067       | 1       | 4        | ånga         |              | 1875-07-13 | 1943-10-12 1967-02-01 | 1980 | Matfors–Vattjoms Järnväg (MVaJ)        | Breddning till normalspår 1435 mm 1919, |
| Norrland   | Västernorrland  | Sundsvall    | Sundsvall - Torpshammar      | 1067       | 1       | 57       | ånga, el     | 1872-01-12   | 1874-11-11 |                       |      | Sundsvall–Torpshammars Järnväg (STJ)   | Breddning till normalspår 1435 mm 1886, |

Köping–Uttersbergs Järnväg skulle haft denna spårvidd, men fick av misstag spårvidd 1093 mm.

## Norska järnvägar med 1067 mm spårvidd
Det finns kvar en norsk järnväg med 1067 mm spårvidd, Setesdalsbanen, med museitrafik längs 8 km av den ursprungliga sträckan[källa behövs]. Ursprungligen byggdes de stambanor som inte gick mot Sverige med denna spårvidd. Dessa stambanor har breddats till normalspår. En del mindre banor med spårvidden har lagts ned.
| Lands- del | Fylke      | Kommun       | Bansträckning                | Spår- vidd | S p å r | Längd km | körs med | från            | till       | Benämning                | Anmärkning / Källa                           |
| Østlandet  | Telemark   | Porsgrunn    | Eidanger - Brevik            | 1067       | 1       | 10,0     |          | 1895            |            | Brevikbanen              | Breddning till normalspår 1435 mm 1921       |
| Østlandet  | Oslo       | Oslo         | Oslo - Drammen               | 1067       | 1       | 52,8     | el       | 1872-10-07      |            | Drammenbanen             | Breddning till normalspår 1435 mm 1920       |
| Sørlandet  | Aust-Agder | Grimstad     | Grimstad - Rise              | 1067       | 1       | 22,2     |          | 1907            | 1961       | Grimstadbanen            | Breddning till normalspår 1435 mm 1935, revs |
| Østlandet  | Vestfold   | Horten       | Skoppum - Horten             | 1067       | 1       | 7        | el       | 1881-10-13      | 2002       | Hortenlinjen             | Breddning till normalspår 1435 mm 1949,      |
| Vestlandet | Rogaland   | Stavanger    | Stavanger - Egersund         | 1067       | 1       | 74,7     | el       | 1874-78         |            | Jærbanen                 | Breddning till normalspår 1435 mm 1944       |
| Østlandet  | Buskerud   | Modum        | Krøderen - Vikersund         | 1067       | 1       | 26       |          | 1872            |            | Krøderbanen              | Breddning till normalspår 1435 mm 1909       |
| Østlandet  | Buskerud   | Lier         | Lierbyen - Svangstrand       | 1067       | 1       | 20,6     |          | 1904-07-12      | 1937-01-01 | Lierbanen                |                                              |
| Sørlandet  | Aust-Agder | Lillesand    | Lillesand - Flaksvatn        | 1067       | 1       | 16,6     |          | 1896            | 1953       | Lillesand-Flaksvandbanen |                                              |
| Østlandet  | Buskerud   | Drammen      | Drammen - Randsfjord         | 1067       | 1       | 89,6     |          | 1886-10-12      |            | Randsfjordbanen          | Breddning till normalspår 1435 mm 1909       |
| Østlandet  | Hedmark    | Hamar        | Hamar - Trondheim            | 1067       | 1       | 431      | diesel   | 1877-10-13      |            | Rørosbanen               | Breddning till normalspår 1435 mm 1919-1941  |
| Sørlandet  | Vest-Agder | Kristiansand | Kristiansand - Byglandsfjord | 1067       | 1       | 78,3     | ånga     | 1895-11-26 1964 | 1962-09-01 | Setesdalsbanen           | Museijärnväg                                 |
| Nordnorge  | Nordland   | Fauske       | Finneid - Sulitjelma         | 1067       | 1       | 35,8     |          | 1891-1892       | 1972-07-22 | Sulitjelmabanen          | Breddning till 1067 mm 1912-15,              |
| Østlandet  | Vestfold   | Drammen      | Drammen - Skien              | 1067       | 1       | 128      | el       | 1881-1882       |            | Vestfoldbanen            | Breddning till normalspår 1435 mm 1949       |
| Vestlandet | Hordaland  |              | Bergen - Voss                | 1067       | 1       | 107      |          | 1883            |            | Vossebanen               | Breddning till normalspår 1435 mm 1904       |

## Australien
- En vanlig spårvidd i Australien, särskilt i Queensland

## Estland
- Spårvägen i Tallinn

## Ghana
- Totalt 953 km (32 km dubbelspår), enda spårvidden i landet.

## Indonesien
- Den numera enda spårvidden i Indonesien, cirka 6 000 km.

## Japan
- Den vanligaste spårvidden i Japan, cirka 20 000 km.

## Kanada
- Newfoundland Railway (nedlagd och uppriven 1988)

## Nya Zeeland
- Den numera enda spårvidden i Nya Zeeland, cirka 4 000 km.

## Ryssland
- Spårvidden på ön Sachalin i Stilla Havet fram till år 2020. Spårvidden var ärvd från tiden då ön tillhörde Japan. Under åren 2003–2020 breddades nätet till rysk spårvidd, 1520 mm.

## Sydafrika
- Den vanligen använda spårvidden i Sydafrika och fler länder i södra Afrika.

## USA
- Kabelspårvägen i San Francisco.